# Jaśminowiec panieński
Jaśminowiec panieński (Philadelphus × virginalis) – mieszaniec jaśminowca wyhodowany w szkółkach Lemoine’a w Nancy, w wyniku skrzyżowania P. × lemoinei z P. nivalis ‘Plenus’.
Mieszańce te zwykle są krzewami o wyprostowanych brązowych gałęziach z pękającą korowiną. Liście szerokojajowate, od spodu owłosione, o długości do 7 cm. Białe kwiaty zebrane w grona, o przyjemnym zapachu. Kwitnienie w czerwcu. W wyniku selekcji uzyskano liczne odmiany:
- 'Albatre' – 2 m wysokości, kwiaty czystobiałe półpełne, otwierające się w lipcu, o średnicy 6 cm, mocno pachnące[3],
- 'Girandole' – do 1,2 m wysokości, białokremowe pełne kwiaty, średnica 3,5 cm, zakwitają w czerwcu[3],
- 'Schneesturm' – do 1,5 m wysokości, kwiaty pełne, czystobiałe, zakwitają w czerwcu[3].